# Luzonichthys whitleyi
Luzonichthys whitleyi är en fiskart som först beskrevs av Smith, 1955.  Luzonichthys whitleyi ingår i släktet Luzonichthys och familjen havsabborrfiskar. Inga underarter finns listade i Catalogue of Life.